# Carl Lundquist
Carl Lundquist (8. september 1883 i Maribo – 8. maj 1949 i Hillerød) var en dansk arkitekt, der har opført en række nyklassicistiske huse i Nordsjælland og især har sat sit præg på Hillerøds bybillede.

## Uddannelse
Carl Lundquist blev født 1883 som søn af dyrlæge, senere bankdirektør og borgmester Christian Ludvig Lundquist og Marie Cecilie Christensen. Han tog præliminæreksamen 1899, dimitterede fra Teknisk Skole i Aarhus 1903 og blev tømrersvend 1904. Han kom i Kunstakademiets almindelige forberedelsesklasse i september 1906 og tog afgang som arkitekt i januar 1914. Han fik den lille guldmedalje 1915 (for et monumentalt Fyrtårn i Skagen), K.A. Larssens legat 1911, Akademiets stipendium 1916 og Zacharias Jacobsens Legat 1923.

## Virke
I studietiden arbejdede han for Valdemar og Bernhard Ingemann. Han havde egen tegnestue i Hillerød fra 1915. Ydermere var han bygningskonsulent for præstegårde i Frederiksborg Amt og medlem af bestyrelsen for Hillerød og Omegns Bank fra 1929. 
Lundquist udstillede på Charlottenborg Forårsudstilling i 1915, 1917 og 1920, Charlottenborg Efterårsudstilling 1922, Kunstnernes Efterårsudstilling 1918, på udstillingen Dansk arkitektur, dekorativ kunst og kunsthåndværk i Stockholm 1918 og på Danish National Exhibition, Brooklyn Museum, New York, 1927. Han var på rejser i Italien, Holland, Belgien og Tyskland 1911, Italien 1913, Paris 1921 og 1925, Dresden, Prag, Wien og Venezia 1933, Stockholm 1934, Tyskland 1936, Holland, Belgien, Tyskland og Italien 1938 samt Schweiz og Italien 1939.
Lundquist blev gift den 26. april 1913 i Mariager med maleren Anna Nielsen (se Anna Lundquist), datter af købmand, senere fabrikant Johannes Nielsen og Ingeborg Margrethe Jessen. Han er begravet på Nødebo Kirkegård.

## Værker
- Ombygning af Mariager Rådhus (1914)
- Københavnsvej 20 (nu Københavnsvej 30), Hillerød, eget hus (1914)
- Kirsebærbakken, alderdomshjem, Hillerød (1919-34)
- Codanhusene, Norgesvej, Køge (1920)
- Luthersk Missionsforenings Højskole, Hillerød (1922)
- Stationsbygninger, Helsinge-Tisvildeleje-banen (1923)
- Landstedet Karlebogård, nu kursusejendom, Hillerød (1924-25)
- Stationsbygninger, Mariager-Faarup-Viborg Jernbane (1926, nedlagt)
- Slotsgade 11, Hillerød (1928)
- Villa, Københavnsvej 22, Hillerød (1930)
- Plejehjem Steenslettegård, Nødebo (1932)
- Københavnsvej 24, Hillerød (1934)
- Udvidelse af Skævinge Kirke (1935)
- Hillerød og Omegns Bank (1937)
- Alderdomshjem og rådhus i Gilleleje (1938)
- Frederiksborg Amts Centralsygehus, Hillerød (1938-43)
- Endvidere inventar til bl.a. Esbønderup og Hillerød Apotek og borgmesterkontoret i Hillerød (1924)